# Mark Knopfler
Mark Freuder Knopfler, OBE (Glasgow, 12 de agosto de 1949) é um cantor, compositor, guitarrista e produtor musical britânico. Ele se tornou conhecido como o guitarrista principal, cantor e compositor da banda de rock Dire Straits. Ele seguiu carreira solo depois de deixar a banda em 1987. Os integrantes da banda reuniram-se novamente no início de 1991, mas se dissiparam em 1995. Ele agora é um artista solo independente.
O seu primeiro álbum foi Golden Heart, de 1996. Porém, poucas cópias dele em CD foram produzidas, sendo, hoje, raríssimas. Escreveu também algumas trilhas sonoras e teve ainda uma outra banda, chamada The Notting Hillbillies. Participou também no trabalho de outros artistas, como Bob Dylan, Eric Clapton e B. B. King, e produziu álbuns para Tina Turner, Randy Newman e, novamente, Dylan. Ao longo da sua carreira, fez mais de quatrocentos concertos em mais de trinta países. Mark é considerado um dos melhores guitarristas e compositores de todos os tempos. Apesar de canhoto, toca como destro e de uma forma totalmente inovadora: com a combinação principalmente do polegar, do indicador e do dedo médio, sem o uso de palhetas.
Foi considerado o 44º melhor guitarrista de todos os tempos pela revista norte-americana Rolling Stone.

## Biografia

### Primeiros anos (1949-1976)
Mark Freuder Knopfler nasceu em 12 de agosto de 1949 em Glasgow, Escócia, de uma mãe inglesa e um pai húngaro judeu - um arquiteto cuja afinidade antifascista havia levado-o a fugir da Hungria em 1939. A família se estabeleceu na cidade natal de sua mãe, Blyth, em Northumberland, no nordeste da Inglaterra quando tinha 8 anos de idade. Ele e seu irmão mais jovem David frequentaram a escola Gosforth Grammar School. Inspirado no estilo boogie-woogie e na prática musical de seu tio, Kingsley, ele então cobiçou o que seria seu sonho de consumo, uma Fender Stratocaster Fiesta Red, similar a utilizada pelo guitarrista Hank Marvin, mas acabou no lugar adquirindo uma Hofner Super Solid por, na época, 50 libras. Durante os anos 1960, ele se formou e participou de bandas de jovens, enquanto era influenciado pelo estilo de cantores como Elvis Presley e guitarristas como Scotty Moore, B.B. King, Django Reinhardt, Hank Marvin, James Burton e Chet Atkins, com quem mais tarde trabalharia. Com 16 anos, ele fez uma aparição em uma estação de TV local como parte de um dueto, ao lado de sua colega de sala Sue Hercombe.
Em 1968, após estudar jornalismo durante um ano em Harlow Technical College, Knopfler foi contratado como um repórter júnior em Leeds para o Yorkshire Evening Post. Dois anos mais tarde, decidido a concluir seus estudos, integrou a turma de Inglês na Universidade de Leeds. Em abril de 1970, enquanto ainda vivia em Leeds, Knopfler gravou uma fita demo de uma canção original, "Summer's Coming My Way". A gravação incluía Mark Knopfler (guitarra e vocais), Steve Philips (guitarra), Dave Johnson (baixo) e Paul Granger (percussão). Johnson, Granger e o vocalista Mick Dewhirst trabalharam ao lado dele na banda Silverheels.
Após sua graduação em 1973, Mark se mudou para Londres e se juntou à banda Brewers Droop, então situada em High Wycombe, participando da gravação do álbum "The Booze Brothers". Uma noite, após passar algum tempo entre os amigos, o único instrumento disponível era um velho violão com o braço enfraquecido, com um encordoamento de cordas levíssimas para que pudesse ser tocado. Mesmo assim, Mark achou impossível tocar o instrumento com palhetas, executando o instrumento apenas com os dedos. Mais tarde, em uma entrevista, ele afirmou: "Foi então que descobri minha 'voz' na guitarra". O estilo de tocar sem palhetas seria um dos mais definitivos traços de seu trabalho.
Após um breve período com o Brewers Droop, Knopfler aceitou um trabalho como professor no Loughton College em Essex - uma posição em que ele então ficaria durante três anos. Durante esse tempo, ele continuou a participar de bandas de bares locais, incluindo os Café Racers. Ele chegou a formar uma dupla ao lado de seu associado de longa data, Steve Phillips, com o nome de The Duolian String Pickers.
Em meados dos anos 1970, Knopfler devotava a maior parte das suas energias musicais ao grupo Café Racers. Seu irmão David havia acabado de se mudar para Londres, onde ele dividia um apartamento com John Illsley - um guitarrista que então havia adotado o baixo como instrumento. Em abril de 1977, Mark saiu de seu apartamento em Buckhurst Hill e se mudou junto de David e John. Os três passaram a tocar juntos, e logo Mark convidou John para se juntar aos Café Racers.

### Época Dire Straits (1977 - 1995)
As primeiras demos do Dire Straits foram gravadas em três sessões em 1977, com Pick Withers como baterista, David Knopfler na guitarra rítmica e John Illsley como baixista. Em 27 de julho de 1977, gravaram as hoje famosas fitas demo de cinco músicas: "Wild West End", "Sultans of Swing", "Down To The Waterline", "Sacred Loving" (uma canção original de David Knopfler) e "Water of Love", quatro destas que seriam mais tarde incorporadas ao primeiro álbum. Mais tarde, foram gravadas as versões originais de "Southbound Again", "In The Gallery" e "Six Blade Knife" para a rádio BBC de Londres. Em 9 de novembro, fitas demo foram gravadas para as músicas "Setting Me Up", "Eastbound Train" e "Real Girl". Muitas destas músicas retratavam experiências de Mark em Newcastle, Leeds e Londres; "Down To The Waterline" relembrava imagens de sua vida em Newcastle, "In The Gallery" foi um tributo ao escultor/artista Harry Phillips, e tanto "Lions", "Wild West End" como "Eastbound Train" foram construídas com base nos primeiros dias do artista na capital britânica.

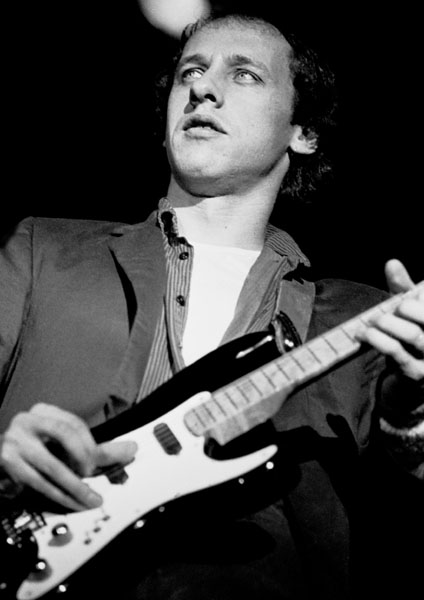
Mark Knopfler em 1981.

Após a gravação do primeiro álbum homônimo, Dire Straits, pouco estardalhaço ocorreu na Grã-Bretanha. Não levou muito para o álbum alcançar popularidade através da Europa, nos Estados Unidos e no Canadá, somente então para acertar as paradas de sucesso britânicas. O segundo álbum da banda, Communiqué, produzido por Jerry Wexler e Barry Beckett, lançado então em 1979, alcançou a primeira posição na França enquanto o disco original encontrava-se na terceira colocação.
Grandes mudanças pessoais se sucederam no Dire Straits após o lançamento de seu terceiro álbum, Making Movies, com Mark Knopfler tornando-se cada vez mais a força diligente da banda. Lançado em 1980, o álbum Making Movies foi um divisor de águas, ao marcar uma mudança estilística significativa. O álbum incorporava arranjos mais complexos e produção elaborada, características que seriam marcantes nos álbuns lançados pelo conjunto dali em diante. O álbum incluiu algumas das mais pessoais composições de Mark Knopfler, de modo particular "Romeo and Juliet" e "Tunnel of Love".
Love Over Gold foi lançado em 1982, adotando uma aproximação do rock progressivo, sobretudo em "Telegraph Road" e "Private Investigation". Composições mais longas, menos propensas a embarcar como hits das rádios da época, acabaram passando relativamente despercebidas, ainda que o sucesso do Dire Straits permanecesse em alta.
Seguiu-se em 1983 o lançamento de um EP de 4 músicas, então nomeado de ExtendedancEPlay. O EP trazia o baterista Terry Williams, substituído por Pick Withers no fim de 1982. Uma turnê mundial seguiu-se em 1983, resultando no álbum duplo Alchemy Live, gravado em duas apresentações ao vivo em Hammersmith Odeon em Londres, em julho de 1983. O álbum alcançou vendagem expressiva, chegando ao terceiro lugar nas paradas de sucesso britânicas.
Durante 1983 e 1984 Knopfler esteve envolvido com projetos paralelos, incluindo a composição e produção da trilha sonora do filme Local Hero, que obteve excelente recepção crítica, seguido pelas trilhas dos filmes Cal e Comfort and Joy. Além disso, durante o tempo em questão Mark produziu o álbum Infidels, de Bob Dylan, além de Aztec Camera e Willy DeVille; ele também escreveu Private Dancer para o álbum de Tina Turner, do mesmo nome.

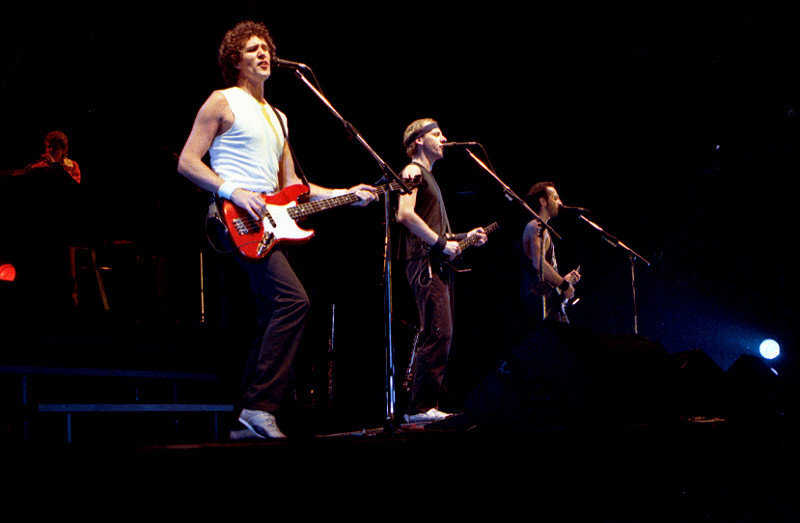
Mark Knopfler e John Illsley, em concerto na Noruega, 1985.

Mas o maior sucesso do Dire Straits estaria no quinto álbum de estúdio, Brothers in Arms. Gravado em Air Studios Montserrat e lançado em maio de 1985, o álbum alcançou status internacional, vendendo mais de 30 milhões de cópias no mundo todo. Extenuantes exibições na MTV e uma grande cobertura midiática seguiram o disco, sobretudo o hit "Money for Nothing". Credita-se ao álbum também o fato de ter sido o primeiro CD a vender mais de um milhão de cópias, contribuindo de sobremodo a popularização deste tipo de mídia. Outros singles de sucesso incluíram a música homônima "Brothers in Arms", "So Far Away" e "Walk of Life". Durante os anos de 85-86, seguiu-se uma turnê mundial que englobou aproximadamente 230 shows.
Depois da turnê de Brothers in Arms, a banda passou por um hiato. Knopfler concentrou-se em participar de eventos musicais beneficentes, e continuou a escrever trilhas sonoras para filmes, em destaque a trilha de "The Princess Bride", lançado próximo ao fim de 87.
A banda se reagruparia em 1988 durante um tributo ao 70º aniversário de Nelson Mandela, ocorrido em Wembley Stadium, acompanhados de Elton John e Eric Clapton, com quem nesta época Mark formaria laços de amizade. Pouco tempo depois, o baterista Terry Williams abandonaria a banda. Em setembro de 1988, Mark Knopfler anunciou a dissolução oficial do Dire Straits, dizendo "precisar de um descanso", e em outubro de 1988, um álbum reunindo alguns dos maiores hits da banda, intitulado "Money For Nothing", seria lançado, alcançando grande vendagem no Reino Unido.
Em 1989 Knopfler formou o conjunto de "The Notting Hillbillies", que estaria no lado oposto do espectro comercial. Fortemente alinhado com a música norte-americana de raiz, como folk, blues e country, o conjunto resultaria em um álbum, "Missing... Presumed Having a Good Time" e uma turnê de pequeno porte, durante os anos 1990. A ênfase de Mark na música country o levaria à participação do álbum conjunto "Neck and Neck", ao lado de Chet Atkins; o álbum mais tarde receberia 3 premiações Grammy.
Em 1990, Knopfler, John Illsley e Alan Clark se apresentaram como o Dire Straits em um show em Knebworth, acompanhados de Eric Clapton, Ray Cooper e o guitarrista Phil Palmer (que na época acompanhava a turnê de Clapton). Em janeiro do ano seguinte, seguiu-se uma reestruturação do Dire Straits. Knopfler, Illsley, Alan Clark e Guy Fletcher gravaram o que seria o último álbum de estúdio da banda, ao lado de outros músicos como o próprio Phil Palmer, Paul Franklin, o percussionista Danny Cummings e o baterista Jeff Porcaro (Toto).
O sucessor de Brothers in Arms seria lançado em 1991, recebendo o nome de "On Every Street". Embora não alcançasse a popularidade de seu predecessor, nem tivesse recebido uma boa recepção crítica, o álbum alcançou expressiva vendagem, encabeçando as vendas de discos no Reino Unido e acompanhando uma turnê mundial massiva, que persistiu até o fim de 1992. Cansado de operações de grande escala, e diante do clima morno que envolvia o Dire Straits ao fim da turnê, Mark Knopfler e os restantes membros decidiram por levar a banda ao caminho de sua final dissolução.
Após a turnê, Mark Knopfler ainda obteve um doutorado em música honorário da Universidade de Newcastle, em 1993. Dois outros álbuns seriam lançados, "On The Night", de maio de 1993, gravado na última turnê, e "Live at The BBC", gravado em 1978-1981, lançado para evitar uma quebra de contrato com a Polygram, então Mercury.
Mark Knopfler não voltou a demonstrar interesse em uma reforma na estrutura original do Dire Straits, focando suas energias na carreira solo que se seguiu. O tecladista Guy Fletcher, ex-Dire Straits, acompanhou-o nos álbuns que se seguiram. Junto dele, vieram também participações de Danny Cummings, Emmylou Harris, entre outros artistas.
John Illsley, ex-baixista da banda, esboçou desejo em retornar com o Dire Straits, mas Mark nunca aceitou. Enquanto obtinha um sucesso continuado como artista solo, ainda que sem grande estardalhaço, Mark manifestou que a fama global que veio em seu caminho, durante os anos 1980, havia sido "simplesmente grande demais".

### Carreira solo (1996-atual)

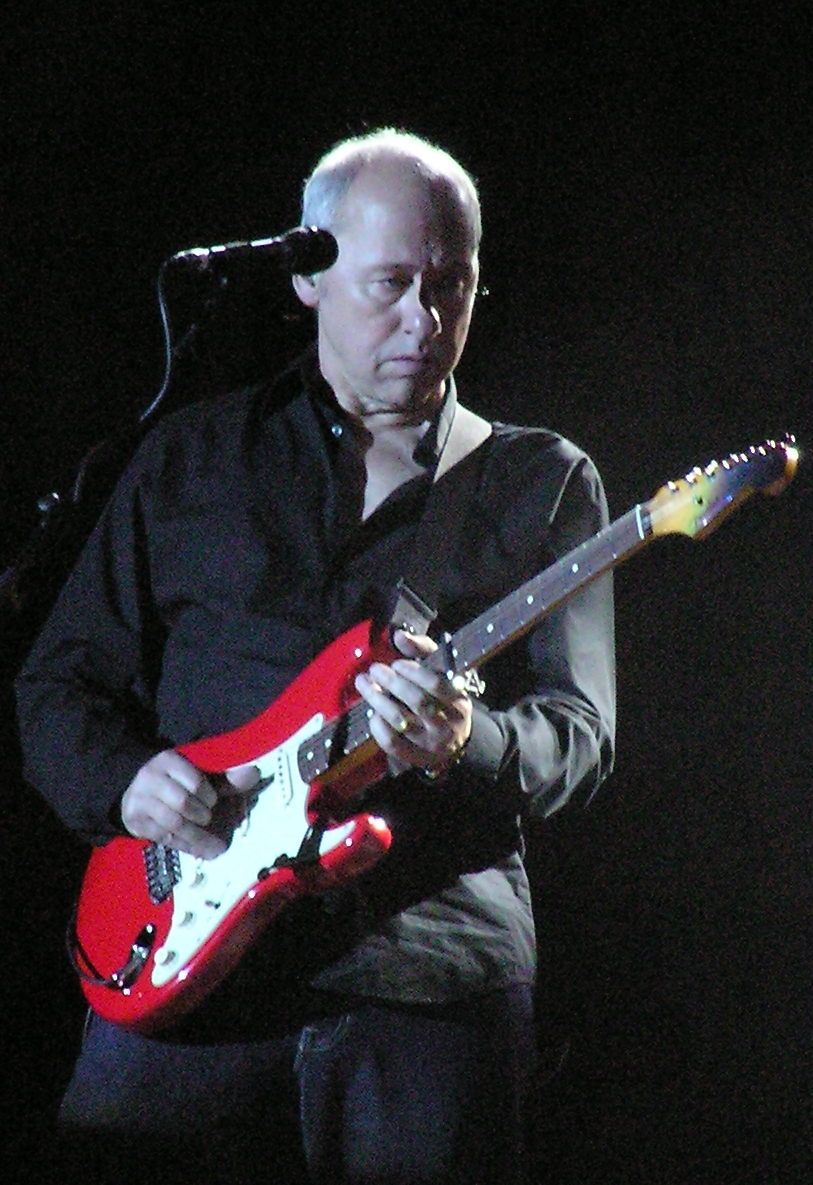
Mark Knopfler em 2006.

Mark Knopfler prosseguiu com uma continuada carreira solo, focando na realização de trabalhos originais durante as décadas seguintes. Seu primeiro álbum solo foi lançado em 1996, intitulado "Golden Heart". Durante as sessões de gravação a banda de acompanhamento de Knopfler, conhecidos como "The 96ers", havia sido formada, incluindo o antigo colega de Dire Straits Guy Fletcher nos teclados. 1996 foi também o ano em que Mark Knopfler abandonou o hábito de fumar.
Em 1997, Knopfler gravou a trilha sonora do filme "Wag The Dog". No mesmo ano, a revista Rolling Stone listou "Sultans of Swing" entre as "quinhentas canções que moldaram o rock n' roll". O próximo álbum de Mark seria lançado em 2000, intitulado "Sailing to Philadelphia", alcançando significativo sucesso comercial, devido em parte ao grande número de participações especiais como Van Morrison.
Em 2002, quatro shows de caridade foram realizados com a formação parcialmente original do Dire Straits, John Illsley, Chris White, Danny Cummings e Guy Fletcher. O repertório foi baseado nos materiais originais do Dire Straits. A participação também dos "The Notting Hillbillies" com Brendan Croker e Steve Philips, juntamente com Jimmy Nail, completaram o evento.
Também em 2002 ocorreu o lançamento do então terceiro álbum solo de Mark, "The Ragpicker's Dream". Devido a um acidente de moto ocorrido em março de 2003, em Grosvenor Road, Belgravia, a turnê foi cancelada. Mark teve quebradas sete costelas, uma clavícula e escápula, ficando afastado até sua total recuperação. Seu retorno aos palcos veio em 2004 com o lançamento do quarto álbum solo "Shangri-La".
Shangri-La foi gravado no Shangri-La Studio em Malibu, California em 2004. Na divulgação de "Shangri-La" em seu site oficial, Mark afirmou que a formação da época, constituída por Glenn Worf (baixo), Guy Fletcher (teclados), Chad Cromwell (bateria), Richard Bennett (guitarra) e Matt Rollings (piano), "tocava as músicas do Dire Straits melhor do que o Dire Straits podia". A turnê do álbum levou Mark a países como Índia e Emirados Árabes Unidos pela primeira vez, lotando casas de show em Mumbai e Bangalore.
Em novembro de 2005, foi a vez do lançamento de uma nova coletânea intitulada "The Best of Dire Straits & Mark Knopfler: Private Investigations". O disco era constituído de material tanto do Dire Straits como da carreira solo de Knopfler, além de faixas de trilha sonora (como Local Hero), no formato de disco simples e disco duplo.

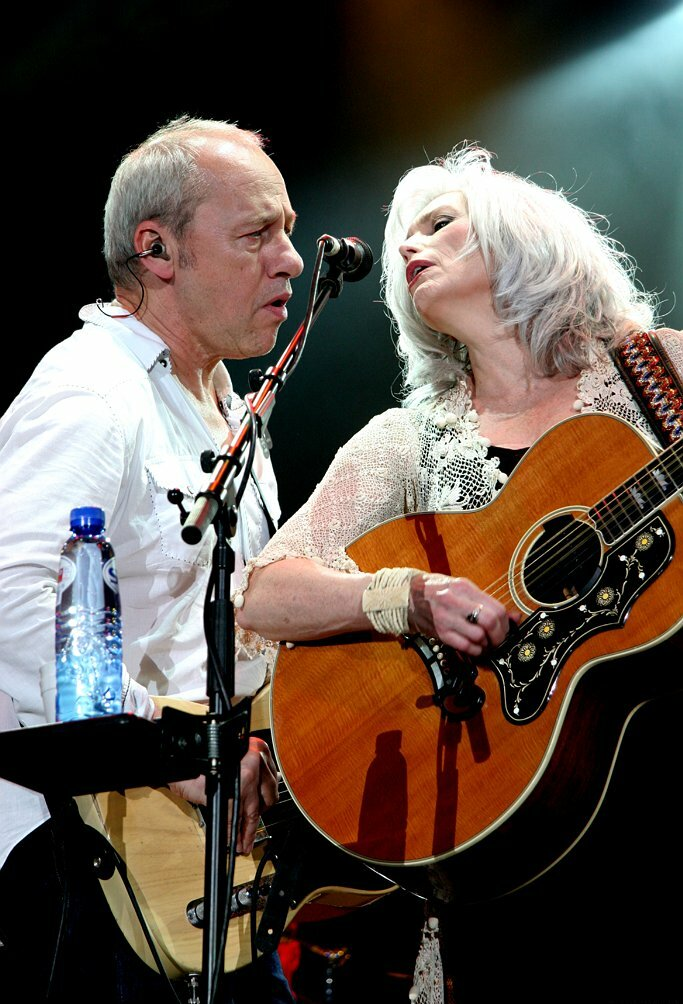
Mark Knopfler e Emmylou Harris, 2006.

A coletânea incluiu também a faixa "All The Roadrunning", um dueto com a cantora de música country Emmylou Harris. Em abril de 2006, um álbum lançado com o mesmo nome incluiria duetos de ambos os artistas, alcançando expressiva vendagem na Europa e uma indicação ao Grammy.
Junto a Emmylou Harris, Knopfler participou de uma limitada - porém bem-sucedida - turnê na Europa e América do Norte, incluindo um total de 16 shows. Seleções do dueto do show de 28 de junho no Gibson Amphiteatre, Universal City, Califórnia, foram lançadas em vídeo no DVD "Real Live Roadrunning" em 14 de novembro de 2006. O DVD reuniu, além de faixas conjuntas, apresentações do Dire Straits e canções originais de Emmylou Harris em sua carreira solo.
Um evento de caridade em 2007, no entanto, seria um fracasso. Uma guitarra Fender Stratocaster assinada por Knopfler, Clapton, Brian May e Jimmy Page para um leilão em benefício de um hospital infantil, na época tendo valor esperado de 20 mil libras, foi extraviada pelos correios britânicos; Parcelforce, a empresa responsável pelo envio, pagou cerca de 30 mil dólares de compensação.
Knopfler lançou seu quinto álbum solo de estúdio, "Kill to Get Crimson", em 14 de setembro de 2007 (Alemanha), 17 de setembro (Reino Unido) e 18 de setembro (Estados Unidos). Durante o outono de 2007, vários shows menores foram realizados em cidades europeias para a promoção do álbum. Uma turnê na Europa e na América do Norte seguiu-se em 2008, restaurando um repertório mais tradicional baseado nos primeiros álbuns de sua carreira solo.
Continuando um padrão de alta produtividade em sua carreira solo, Knopfler voltou ao estúdio para gravar o álbum "Get Lucky", que seria lançado em setembro de 2008. Seguiu-se uma turnê extensiva através da Europa e América do Norte, com o álbum encontrando moderado sucesso em vendas, alcançando destaque sobretudo na Noruega, Alemanha, Itália e Holanda.
Em 2010, Knopfler apareceu no mais recente lançamento de Thomas Dolby, o EP "Amerikana". Ele participou na faixa "17 Hills".
Em fevereiro de 2011, Knopfler sequenciou seu trabalho em um novo álbum solo, novamente trabalhando com Guy Fletcher. Mais tarde, Mark anunciou que daria um tempo nas gravações, ao aceitar participar de um trecho da turnê européia de Bob Dylan, em outubro e novembro do mesmo ano. Em 2012, uma das músicas de Dylan, "Restless Farewell", foi executada por Knopfler durante a celebração do 50º aniversário da Anistia Internacional.
O álbum Privateering, foi lançado 3 de setembro de 2012. Vinte faixas originais estão presentes no álbum, lançado no formato de disco duplo.
Em 2015, foi lançado o CD Tracker, com participação especial de Ruth Moody na canção "Wherever I Go".

## Discografia

### Solo
- Local Hero (1983)
- Cal (1984)
- Comfort and Joy (1984)
- Princess Bride (1987)
- Last Exit To Brooklyn (1989)
- Neck and Neck (1990)
- Screenplaying (1993)
- Golden Heart (1996)
- Wat the Dog (1998)
- Metroland (1999)
- Sailing to Philadelphia (2000)
- The Ragpicker's Dream (2002)
- A Shot at Glory (2002)
- Shangri-La (2004)
- Private Investigations (2005)
- One Take Radio Sessions (2005)
- All the Roadrunning (2006)
- Kill To Get Crimson (2007)
- Get Lucky (2009)
- Privateering (2012)
- Tracker (2015)
- Altamira (2016) with Evelyn Glennie
- Down the Road Wherever (2018)
- One Deep River (2024)

### Bandas/Trilhas Sonoras
- Local Hero
- Cal
- Comfort and Joy
- A Princesa Prometida
- Last Exit To Brooklyn
- Metroland
- Wag The Dog
- A Shot at Glory
- Altamira

### Dire Straits (álbuns de estúdio)
- Dire Straits (1978)
- Communiqué (1979)
- Making Movies (1980)
- Love over Gold (1982)
- ExtendedancEPlay (EP) (1983)
- Alchemy (Ao Vivo) (1984)
- Brothers in Arms (1985)
- Money For Nothing (coletânea) (1988)
- On Every Street (1991)
- On the Night (Ao Vivo) (1993)
- Live at the BBC (Ao Vivo) (1994)
- Sultans of Swing (coletânea) (1998)

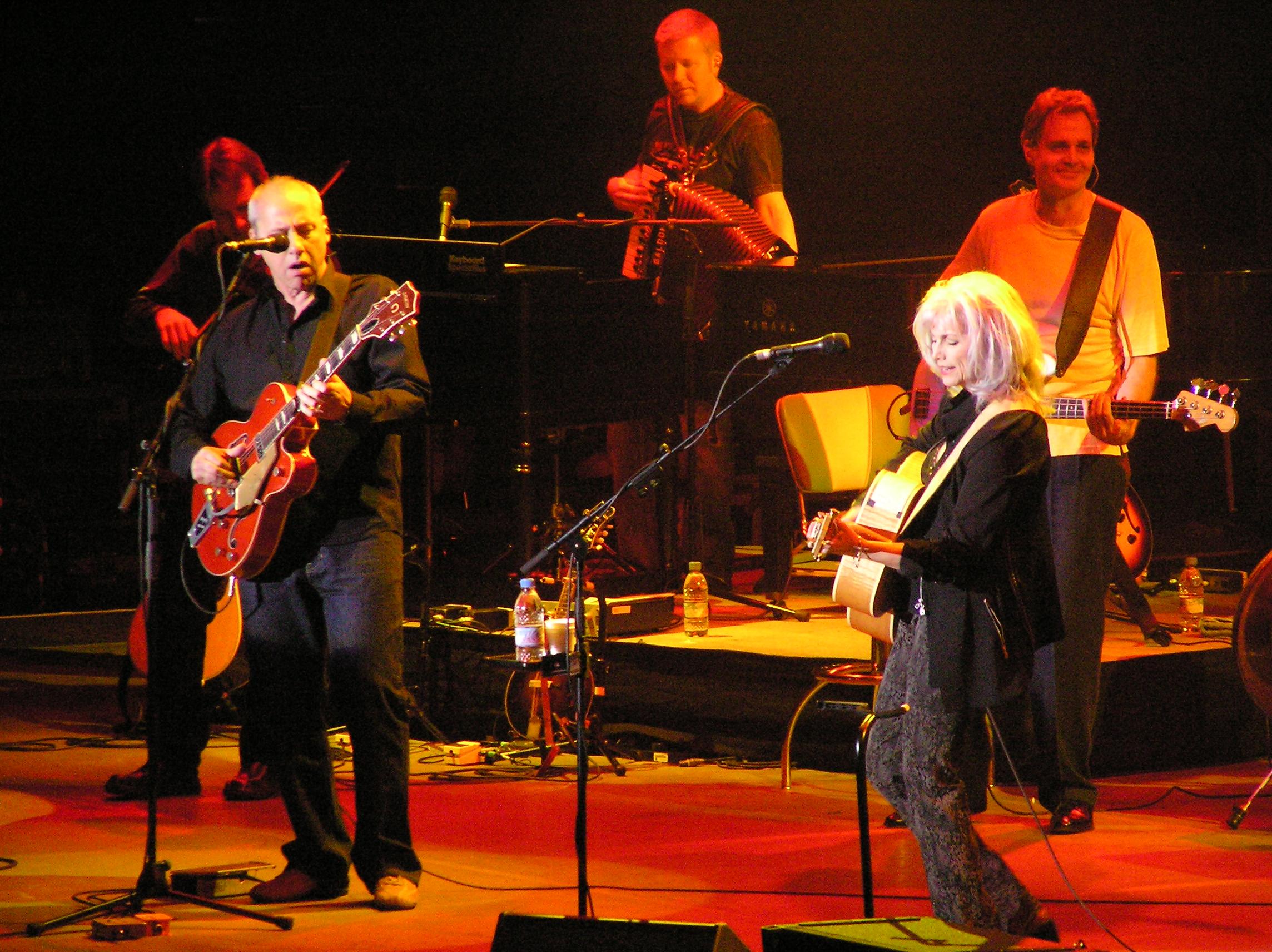
Mark Knopfler & Emmylou Harris

### Outros
- Real Live Roadrunning DVD (com Emmylou Harris) novembro 2006
- All the Roadrunning (Mark Knopfler e Emmylou Harris) abril 2006
- Missing...Presumed Having a Good Time (The Notting Hillbillies)
- Neck and Neck (com Chet Atkins)
- Slow Train Coming (com Bob Dylan)
- Infidels (com Bob Dylan)
- Release (com David Knopfler)
- Never Told A Soul (com John Illsley)
- Glass (com John Illsley)
- Sea Fever (com William Topley)